# ブレッツア
BREZZA(ブレッツア)は、東芝がかつて製造していたデスクトップパソコンの商品名である。なおBREZZA(ブレッツア)はイタリア語で風を表す。
Windows 95の急激な成功でパーソナルコンピューター市場が一気に拡大した際に東芝がコンシューマー向けに販売したデスクトップパソコンのブランド。総合電機メーカーとして家電（特にAV）との融合を追求した指向性が非常に際立っていた。販売当初はとりあえず販売したという感じの色濃い何の変哲もないデザインであったが、その後は他社とは一線を画す黒デザインや高音質を追求したスピーカーに変更のほか自社開発の高画質ブラウン管モニターを標準装備するなど技術的にも特色を打ち出していた。但し販売力や独自技術などの問題で価格競争の中にはまったく入れないまま短期間での撤退を余儀なくされた。主にPentium100MhzからMMX Pentium233Mhzあたりまでのラインアップにとどまった。
| スタブアイコン | サブスタブ | この項目は、まだ閲覧者の調べものの参照としては役立たない、コンピュータに関連した書きかけの項目です。この項目を加筆・訂正などしてくださる協力者を求めています（P:コンピュータ）。 |